# 雷纳托·帕拉托雷
雷纳托·帕拉托雷（義大利語：Renato Paratore，1996年12月14日—）生于罗马，是一名意大利男子高尔夫运动员。他的祖父Ettore和父亲Emanuele都是学者。他在八岁时受亲友的影响开始接触高尔夫。2014年成为职业球手，并于12月在南非完成自己的职业生涯首秀。